# Арванитаки, Элефтерия
Элефтерия Арванитаки (греч. Ελευθερία Αρβανιτάκη, 17 октября 1957, Пирей) — греческая певица.

## Творческая биография
Элефтерия Арванитаки родилась в Пирее, хотя семья происходит с острова Икария. Её двоюродный брат — австралийский кинорежиссёр греческого происхождения Энтони Мараш.
Певческую карьеру начала в 1980-х годах, присоединившись к группе «Οπισθοδρομική Κομπανία». В 1981 вышел альбом Вангелиса Германоса под названием «Ta Barakia». Одну из песен исполняла Элефтерия. Вскоре она покинула группу и начала готовить свой собственный первый сольный альбом. В 1984 состоялся релиз альбома, который получил название «Eleftheria Arvanitaki» .
В августе 2004 года Элефтерия Арванитаки приняла участие в церемонии закрытия Олимпийских игр в Афинах. Она выступала на нескольких фестивалях, в том числе WOMAD (World of Music, Arts and Dance). В 2006 году принимала участие в Рождественском концерте «Frostroses» в Рейкьявике, Исландия, как часть группы исполнителей под названием «European Divas». Среди других «дев» были Сиссель Хюрхьебё (Норвегия), Eivør Pálsdóttir (Фарерские острова), Петула Кларк (Великобритания), Рагга Гисла (Исландия) и Патрисия Бардон (Ирландия).
Благодаря заключенному контракту с джазовым лейблом Verve (дочерний лейбл Universal Music Group) состоялись международные релизы альбомов Арванитаки. Позже Verve передал её студии звукозаписи EmArcy Records, которая фокусируется на развитии местных европейских джазовых талантов до мирового уровня.
14 марта 2010 года греческий канал Alpha TV опубликовал рейтинг певиц национальной фонографической эры. Элефтерия Арванитаки заняла в нём 6 место.